# Masengo Ilunga
Masengo Ilunga (ur. 12 czerwca 1957)– kongijski piłkarz grający na pozycji bramkarza. W swojej karierze grał w reprezentacji Zairu.

## Kariera klubowa
Swoją karierę piłkarską Ilunga rozpoczął w klubie TP Mazembe. Zadebiutował w nim w 1976 roku i grał w nim do 1982 roku. W sezonie 1976 został z nim mistrzem Zairu, a w sezonie 1979 zdobył z nim Puchar Zairu. W latach 1982–1988 grał w greckim Ethnikosie Pireus, a w latach 1988-1989 w cypryjskim klubie Enosis Neon Paralimni, w którym zakończył karierę.

## Kariera reprezentacyjna
W reprezentacji Zairu Ilunga zadebiutował w 1976 roku. W tym samym roku powołano go do kadry na Puchar Narodów Afryki 1976. Zagrał w nim w dwóch meczach grupowych: z Nigerią (2:4) i z Sudanem (1:1). W kadrze narodowej grał do 1985 roku.